# Martin Aagaard
Pour les articles homonymes, voir Aagaard.
Martin Aagaard, né Zacharias Martin Aagaard le 13 octobre 1863 à Levanger dans le comté de Nord-Trøndelag et mort en 1913, est un peintre norvégien, spécialisé dans la peinture maritime.

## Biographie
Martin Aagaard naît en 1863 à Levanger dans le comté de Nord-Trøndelag en Norvège. Il suit des cours d'arts à Trondheim et à Oslo, étant notamment l'élève des peintres Harriet Backer et Knud Bergslien.
Il travaille ensuite comme assistant pour le peintre Christian Krohg et visite notamment les îles Lofoten et le comté de Finnmark. Il se spécialise dans la peinture maritime.
Il expose ses œuvres à partir de 1898 à Bergen et participe à l'exposition universelle de 1900.
Il décède en 1913.
Ces œuvres sont notamment visibles au Nordmøre Museum et aux musées maritimes de Trondheim et Bergen.

## Galerie (selection incomplete)

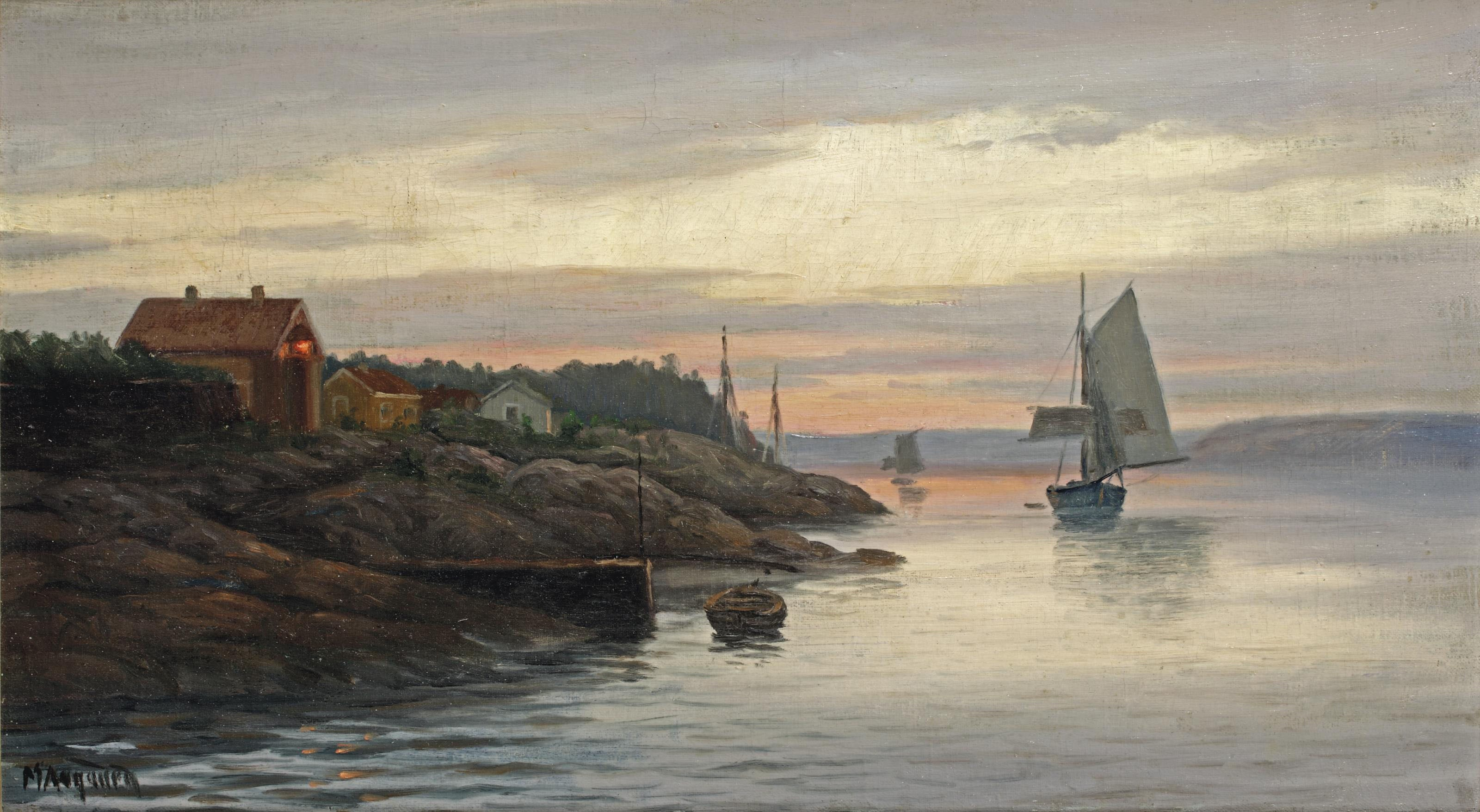
Umbes (1880)
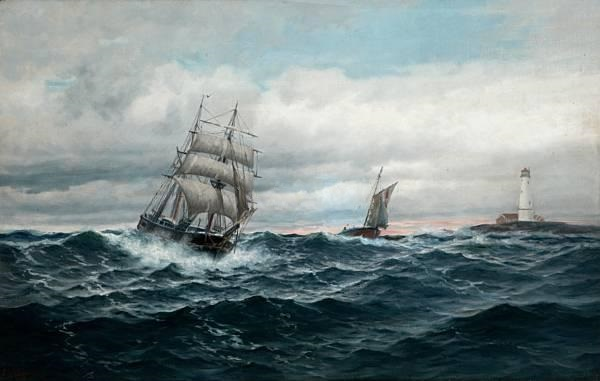
For fulle seil
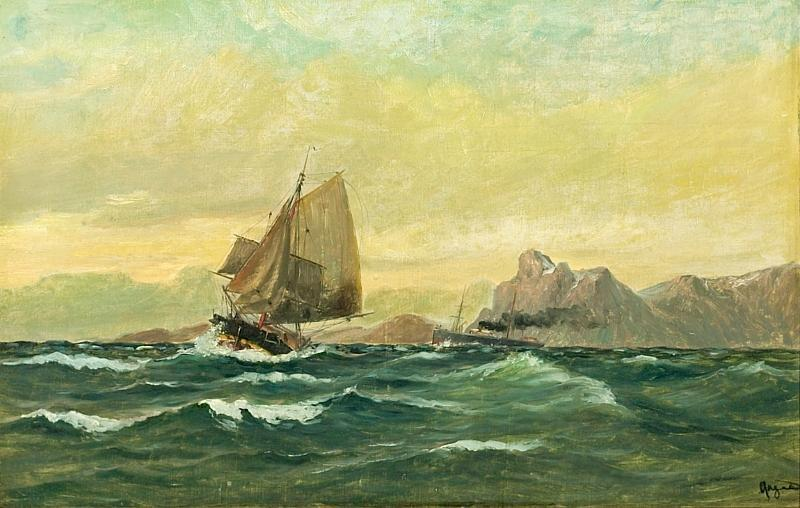
Sjølandskap med fjellformasjoner
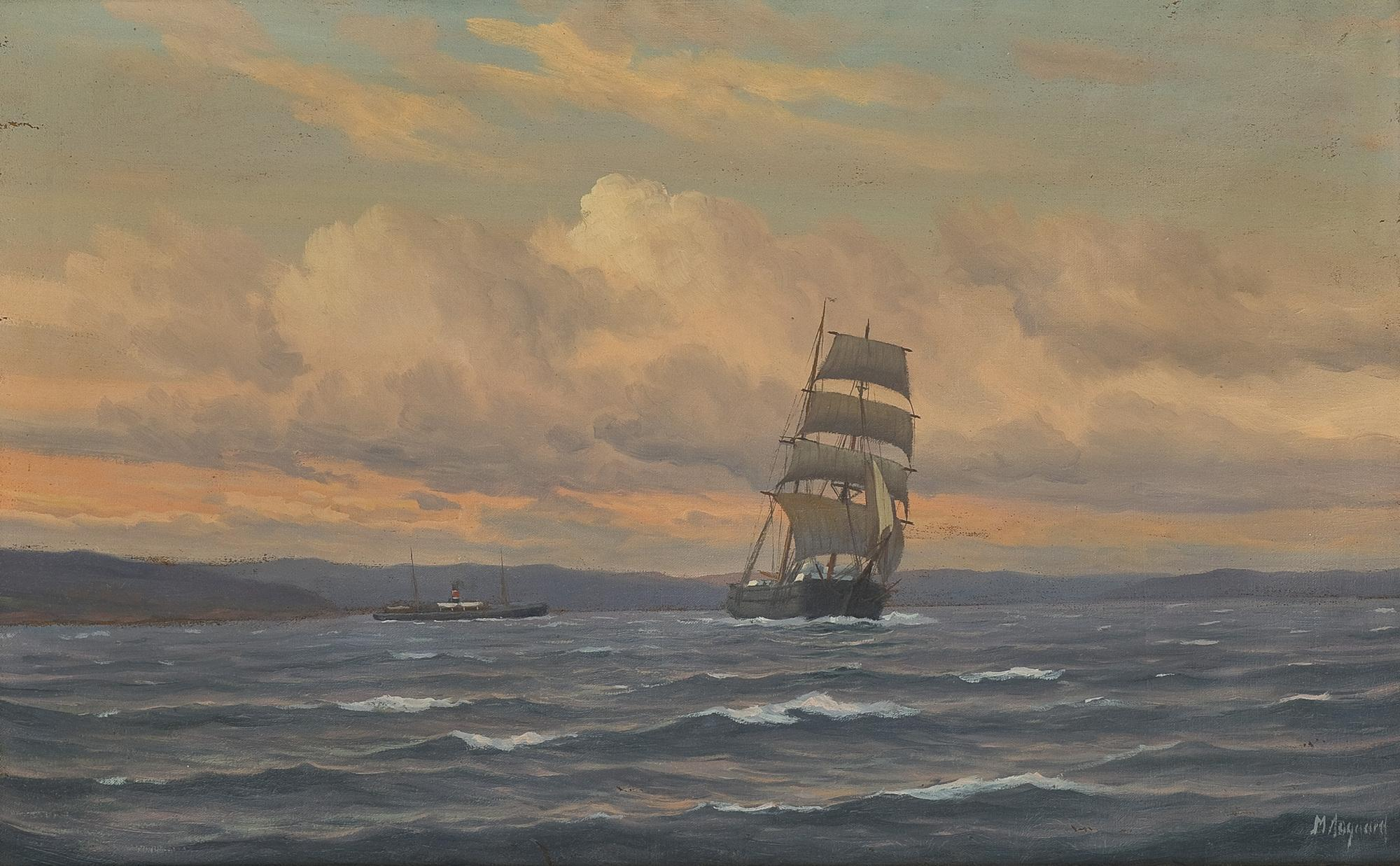
Seilskute Og Dampskip (1886)
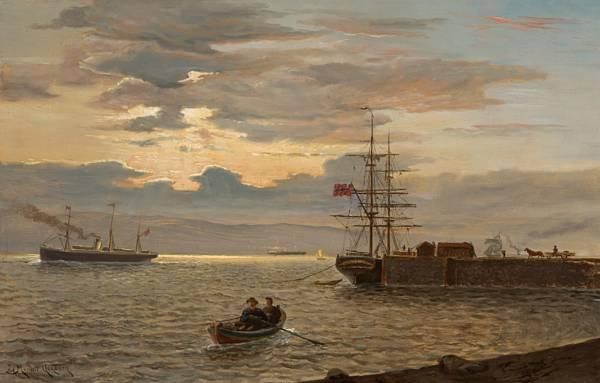
Tyskerbryggen i Bergen (1886)
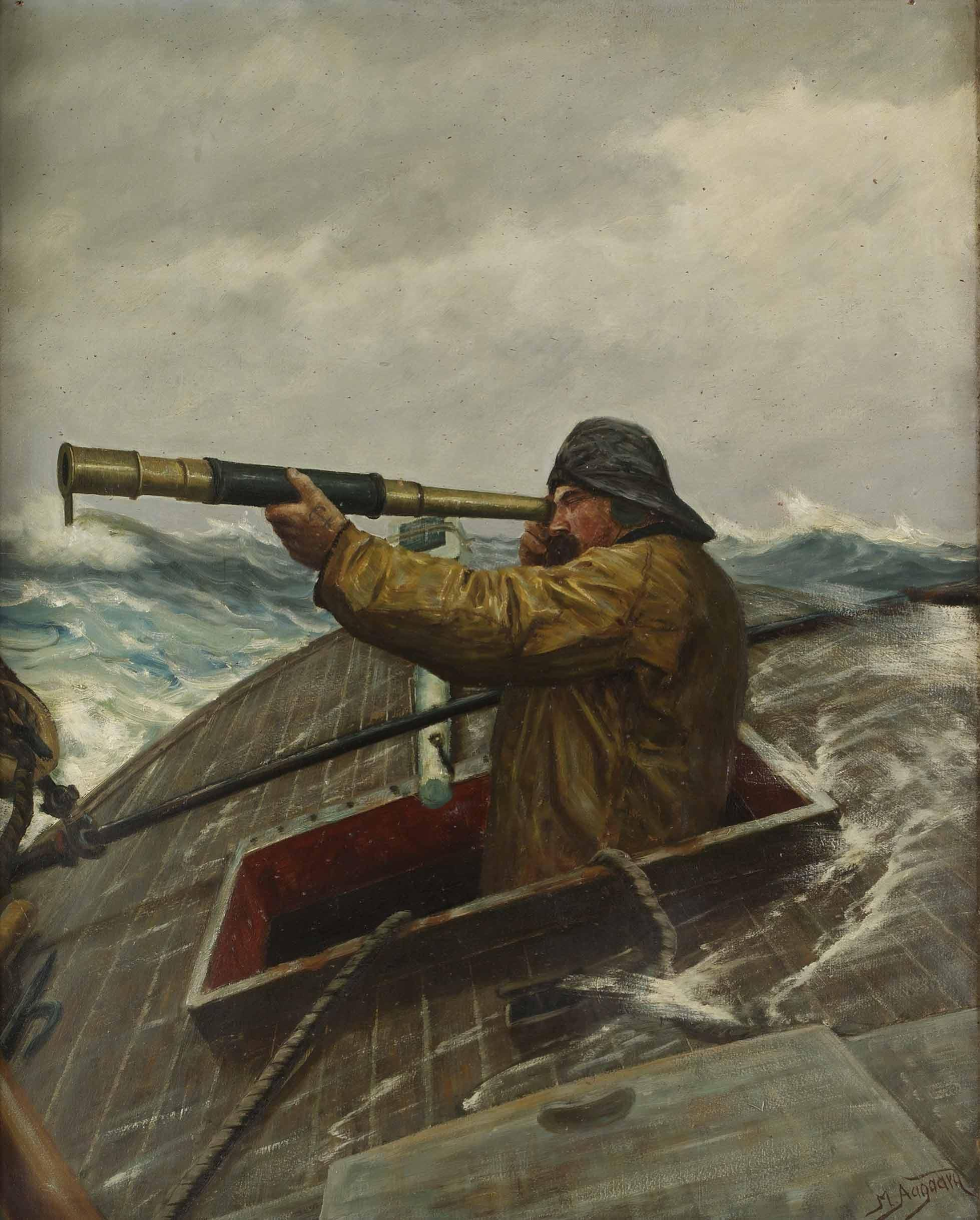
Sailor med kikkert
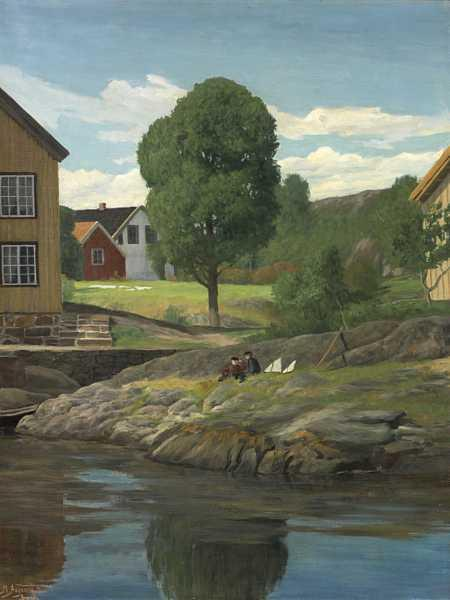
Borøen (1900)
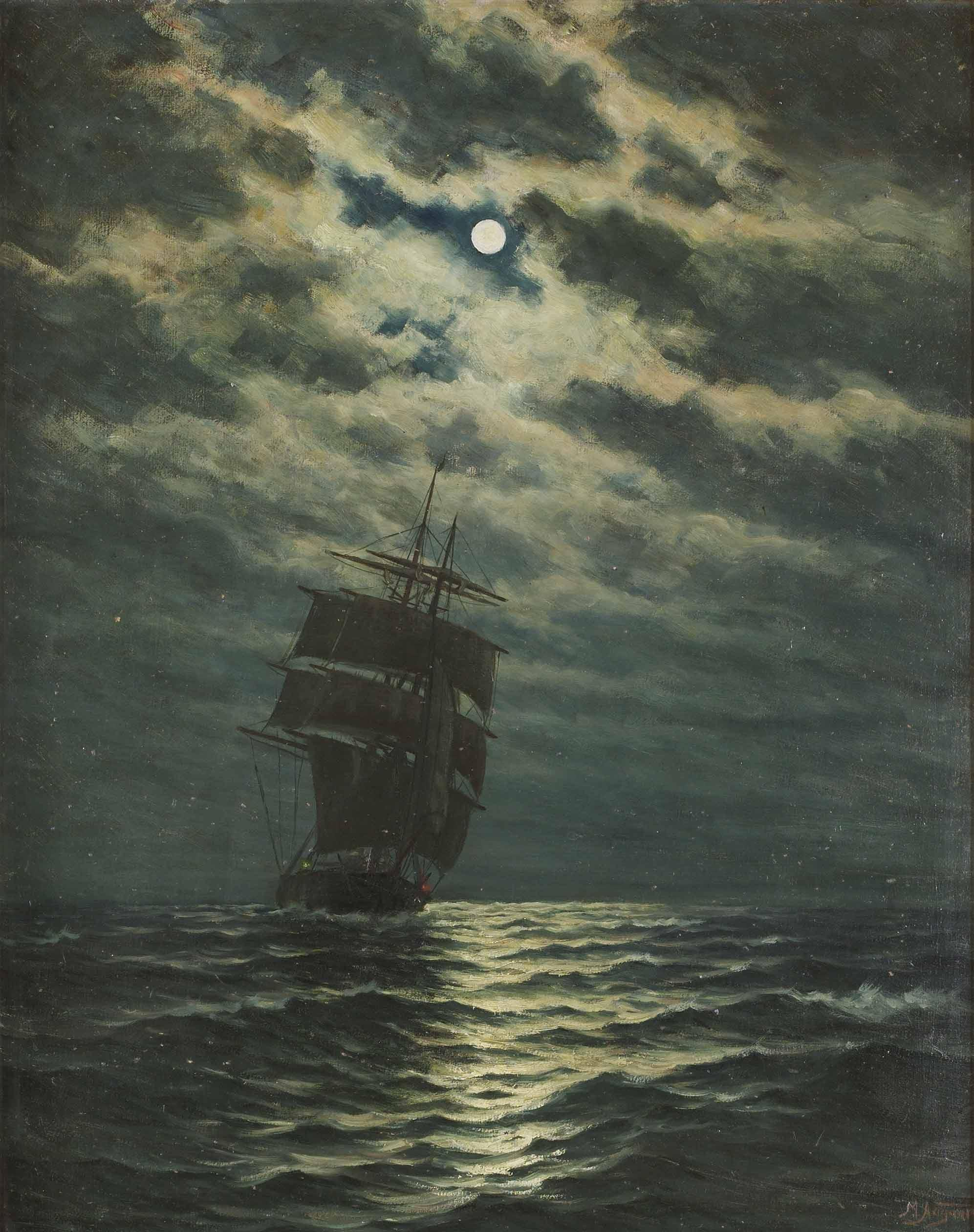
Skips i måneskinn
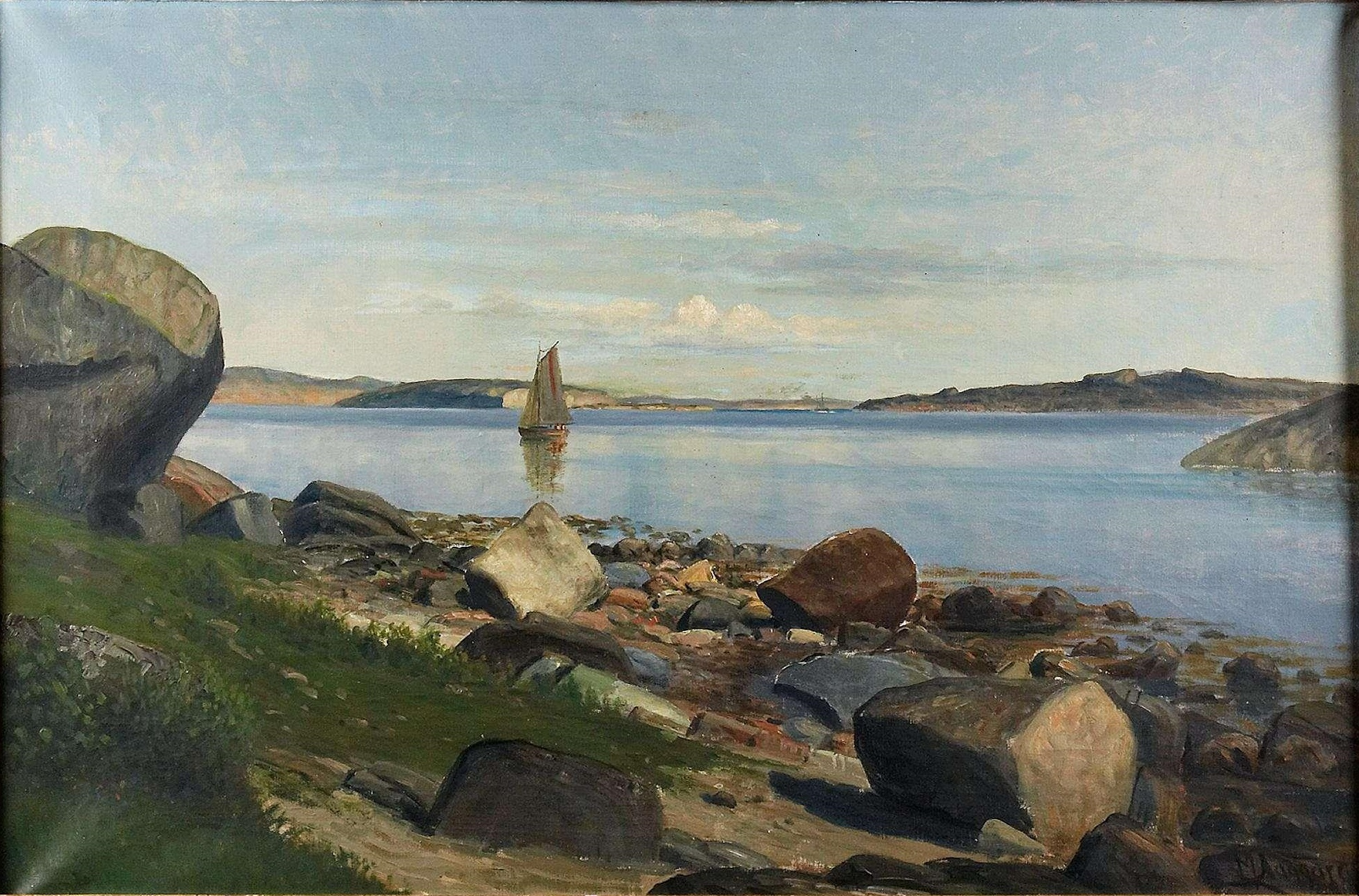
Kyst scene med seilbåt
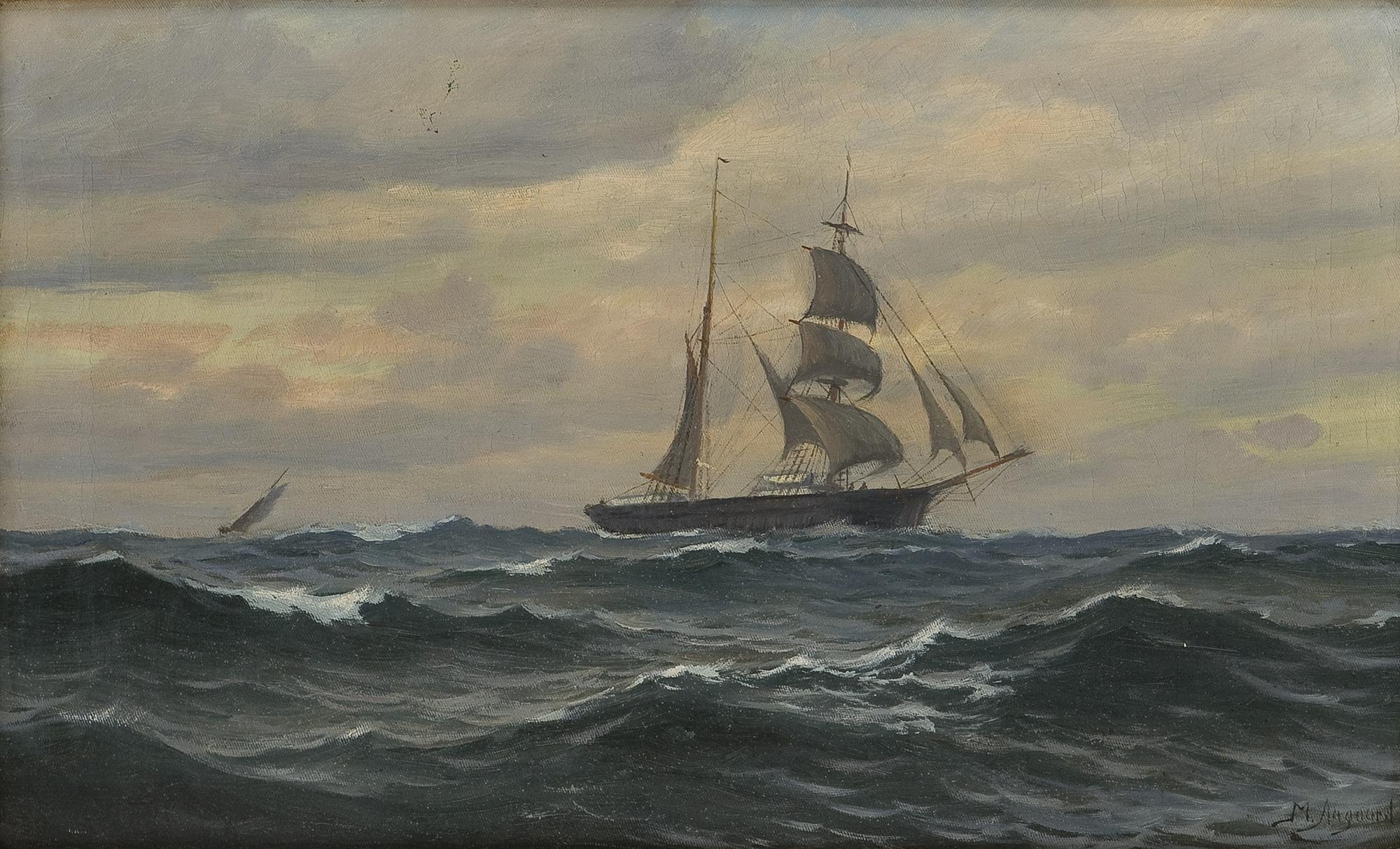
Lensende Skonnert